# Ziarnojadek kasztanowaty
Ziarnojadek kasztanowaty (Sporophila cinnamomea) – gatunek małego ptaka z rodziny tanagrowatych (Thraupidae). Występuje we wschodniej części Ameryki Południowej. Narażony na wyginięcie.

## Taksonomia
Gatunek ten jako pierwszy opisał w 1839 roku Frédéric de Lafresnaye, nadając mu nazwę Pyrrhula cinnamomea. Holotyp pochodził znad rzeki Araguaia w stanie Goiás w Brazylii. Obecnie ziarnojadek kasztanowaty jest umieszczany w rodzaju Sporophila. Nie wyróżnia się podgatunków.

## Występowanie i środowisko
Ziarnojadek kasztanowaty rozmnaża się na suchych łąkach i sawannach północno-wschodniej Argentyny, Urugwaju, skrajnie południowo-wschodniego Paragwaju i skrajnie południowo-wschodniej Brazylii (zachodnia i południowo-środkowa część stanu Rio Grande do Sul). Poza sezonem lęgowym migruje na niewielkie odległości na północ, osiągając na północy brazylijskie stany: Goiás, południowo-wschodnie Mato Grosso i zachodni Minas Gerais. Występuje do wysokości około 1100 m n.p.m.

## Morfologia
Długość ciała około 10 cm. Samiec rudokasztanowy z szarą czapeczką, ciemne skrzydła i ogon są jasno obrzeżone. Biała łata u nasady lotek pierwszorzędowych. Dziób zwykle jasnożółty, czasem szary lub czarny. Samice podobne do samic innych przedstawicieli rodzaju Sporophila.

## Status i ochrona
W Czerwonej księdze gatunków zagrożonych IUCN ziarnojadek kasztanowaty klasyfikowany jest jako gatunek narażony (VU, Vulnerable) nieprzerwanie od 2000 roku; wcześniej, od 1994 roku uznawano go za gatunek bliski zagrożenia. Liczebność populacji szacowana jest na 2500–9999 dorosłych osobników, rozmieszczonych plamowo, w nie więcej niż stu lokalizacjach. Szacuje się, że populacja systematycznie maleje z powodu zawężania się i zanikania jego naturalnego siedliska oraz wyłapywania ptaków w celach ich sprzedaży hodowcom.
BirdLife International wymienia 55 ostoi ptaków IBA, w których ten gatunek występuje, są to m.in.: w Argentynie – Park Narodowy Mburucuyá i Park Narodowy El Palmar, w Urugwaju – łąki i bagna w dorzeczu Río Negro, Meseta de Artigas, Quebradas de Treinta y Tres, w Paragwaju Park Narodowy San Rafael, Isla Yacyretá na rzece Parana, a w Brazylii – Park Narodowy Emas, Park Narodowy Ilha Grande, Park Narodowy Serra da Bodoquena.